# Spaghetti-ijs

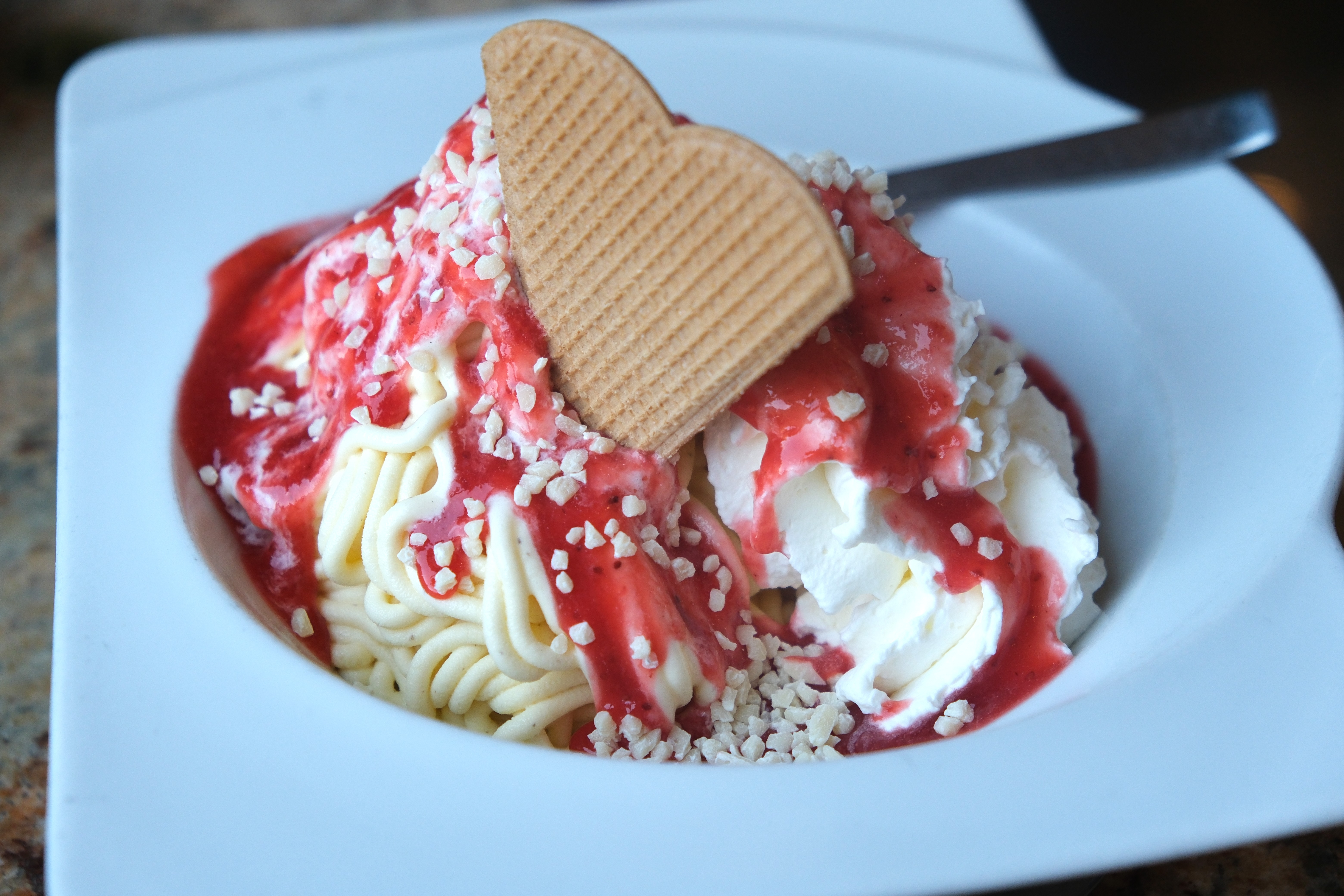
Spaghetti-ijs

Spaghetti-ijs is een in Duitsland veelgebruikte ijsbereiding die qua uiterlijk doet denken aan spaghetti met tomatensaus en Parmezaanse kaas. In werkelijkheid bestaat het ijs uit vanille-ijs en aardbeiensaus.
Het woord Spaghetti mag in het Duits tegenwoordig ook als Spagetti worden geschreven. In verband met het ijs is Spaghetti echter nog gebruikelijker.

## Geschiedenis
Volgens regionale krantenberichten claimen verschillende ijsfabrikanten de eer voor de uitvinding van spaghetti-ijs, die in 1969 heeft plaatsgevonden. Zo beweerden berichten vanaf 2004 dat de eigenaar van een ijssalon in Neuss, Eliano Rizzardini, die in 2000 overleed, dat hij de ijscreatie had ontwikkeld.  Ook de ijsfabrikant Dario Fontanella uit Mannheim beweerde dat hij spaghetti-ijs had uitgevonden op basis van het dessert Montebianco, op 6 april 1969. Om spaghetti van het ijs te maken, gebruikte hij een spätzle-pers, maar de temperatuur was te hoog en het ijs smolt (Spätzle is een soort noedelen). Nadat hij de spaetzle-pers in de vriezer had laten afkoelen, kon hij de spaghetti-achtige ijsdraden produceren. Volgens Fontanella wilde hij aanvankelijk patent aanvragen op het gerecht, maar zag hij daarvan af vanwege de vereiste aanvraagkosten van 200 mark.
De creatie werd de daaropvolgende jaren steeds populairder en werd later beschouwd als een symbool van 'het grote tijdperk van Italiaanse ijssalons in West-Duitsland in de jaren zeventig en tachtig'. In zijn roman Wie es leuchtet (Hoe het schittert) beschrijft auteur Thomas Brussig het vanuit het perspectief van Oost-Duitsers als de ‘smaak van het Westen’.

## Productie

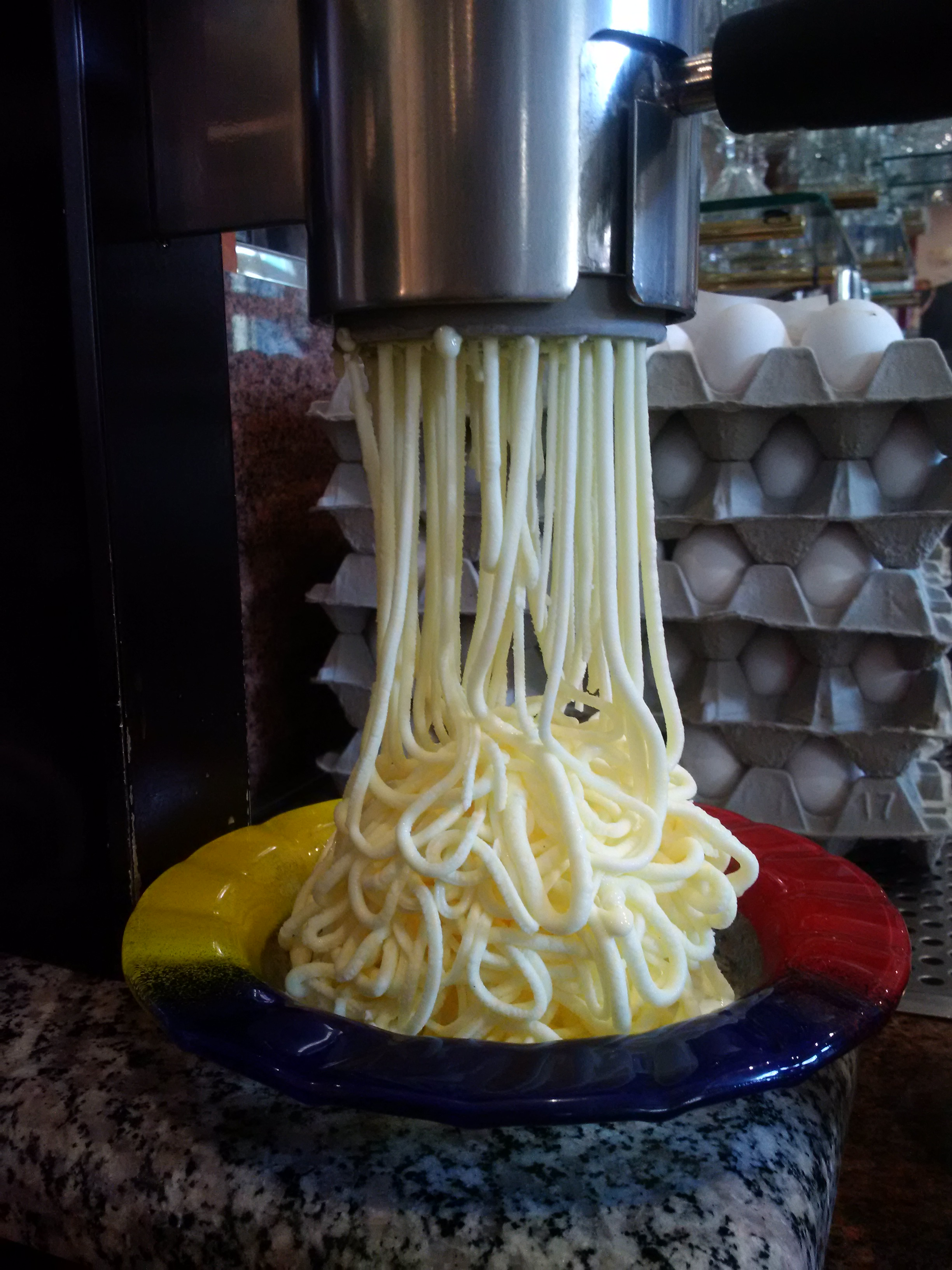
Spaghetti-ijsmachine met individueel zichtbare spaghetti

Spaghetti-ijs bestaat traditioneel gezien meestal uit vanille-ijs dat in een kom over slagroom wordt geperst. De slagroom bevriest door contact met het koude ijs en ontwikkelt zo zijn specifieke smaak. Het ijs wordt door een gekoelde spaetzle-pers geperst, waardoor de noedelachtige vorm ontstaat. Het geheel wordt gegarneerd met aardbeiensaus en geraspte witte chocolade (eventueel met amandel- of kokosschaafsel). De eerste is bedoeld om de tomatensaus te imiteren die vaak in spaghettigerechten wordt gebruikt, en de chocolade lijkt op geraspte kaas.

## Weblinks
- Wat kun je in elke ijssalon in Duitsland vinden? op YouTube ARTE Carambola

## Voetnoten
1. ↑  Das Spaghettieis wird 50: Die kalte Cousine der Spätzle (6 april 2019).